# گل شرق
گل شرق (به انگلیسی:Flower of the East) نام طرحی است گردشگری با سرمایه‌گذاری بالغ بر ۱/۷ میلیارد یورو در منطقه آزاد کیش که بزرگترین سرمایه‌گذاری خارجی در تاریخ ایران در زمینه گردشگری می‌باشد. قرارداد این پروژه در سال ۱۳۸۱ منعقد شد. در سال ۱۳۹۶ خبر لغو قطعی این پروژه اعلام شد.

## اطلاعات پروژه

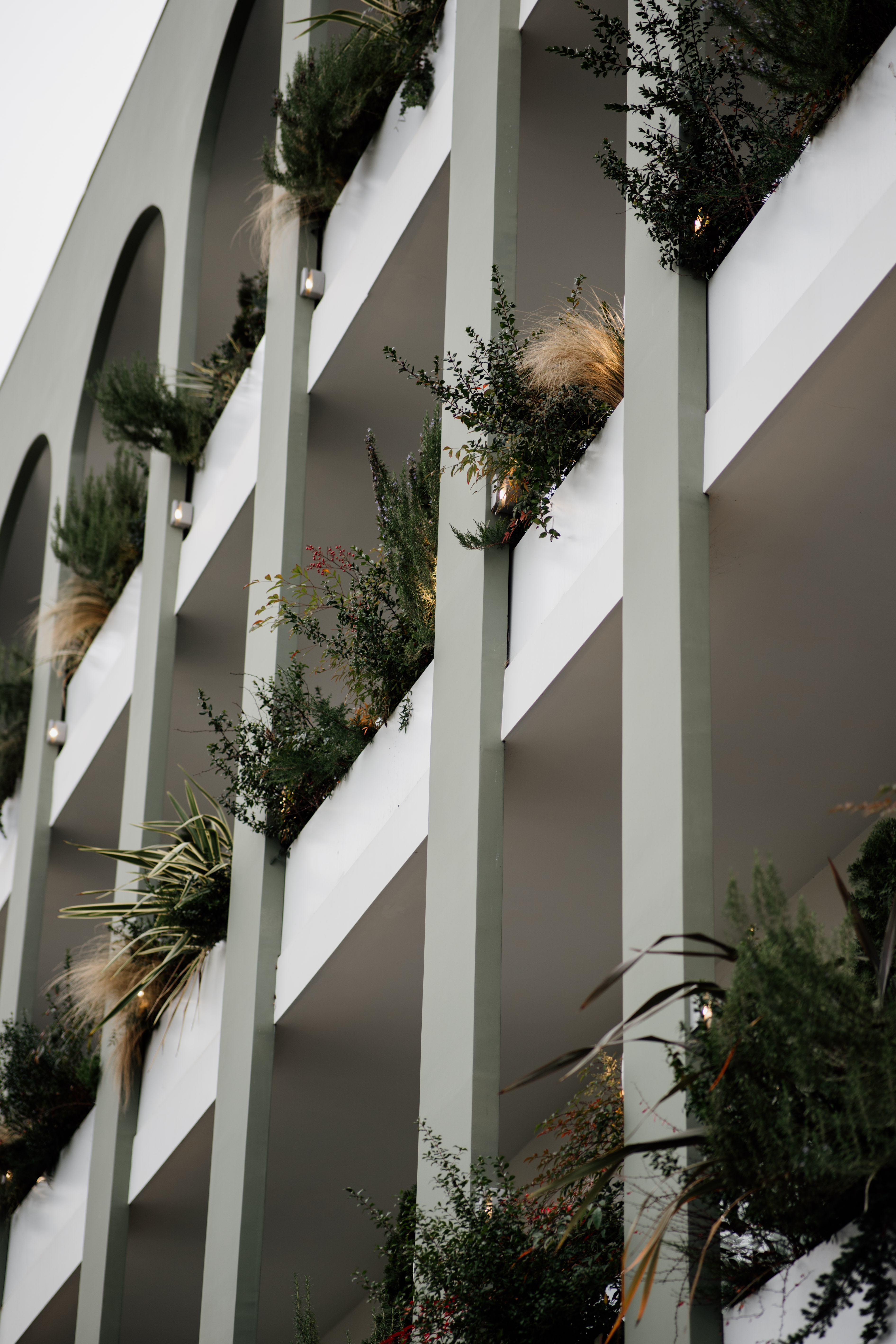
هتل گل شرق

این پروژه در زمینی به مساحت ۲ هزار متر مربع اجرایی می‌شود. این طرح مشتمل بر هفت هتل که یکی از آنها هتلی هفت ستاره‌است، همچنین در این طرح ۴۵۰۰ واحد مسکونی پیش بینی شده‌است. قرار بود این پروژه در ظرف مدت هفت سال به اتمام برسد ولی به دلیل پاره‌ای مشکلات انجام این پروژه به تعویق افتاده‌است.
مجری این طرح شرکت توسعه گل شرق ثبت شده در اداره ثبت شرکت‌های سازمان منطقه آزاد کیش می‌باشد که ۹۸ درصد سهام آن متعلق به شرکت FOE Projektgeselschaft mbH آلمان می‌باشد. اصلاحیه مجوز سرمایه‌گذاری خارجی توسط سازمان سرمایه‌گذاری‌های خارجی وزارت اقتصاد و دارایی جمهوری اسلامی ایران در تاریخ ۱۶/۱۰/۱۳۸۷ به این پروژه ابلاغ شد.

## جزئیات طرح
هتل هفت ستاره گل شرق، آپارتمان‌های لوکس مسکونی، پرومینادها شامل خیابان اصلی تفرجگاهی، باغ، رستوران‌ها، فروشگاه‌های لوکس، مارینا شامل هتل و آپارتمان‌های مسکونی، بندرگاه جهت قایق‌های تفریحی، شهرک بندری شامل آپارتمان‌های مسکونی، هتل، ساختمان‌های اداری، زمین گلف شامل ۱ زمین گلف ۹ حفره‌ای و یک زمین گلف ۱۸ حفره‌ای، کلوپ آموزش گلف، ویلاهای لوکس مسکونی، هتل کورال ریف شامل مراکز زیبایی و اسپا، کلوپ ورزش‌های دریایی، موزه هنرهای اسلامی